# Napoléon Mouton
Pour les articles homonymes, voir Mouton (homonymie).
Napoléon Mouton, né le 20 janvier 1805 au Cateau (Nord) et décédé le 10 juin 1875 à Paris (Seine) est un avocat et homme politique français.

## Biographie
Avocat à Cambrai, bâtonnier, il est aussi directeur d'un comptoir d'escompte. Conseiller général du Nord, il est député du Nord de 1848 à 1849, siégeant comme républicain modéré.
Il rentre dans la vie privée après la session.
Il est enterré au Cimetière de la Porte Notre-Dame, à Cambrai.